# Ingibjörg Ólöf Isaksen
Ingibjörg Ólöf Isaksen (nascida em 14 de fevereiro de 1977) é uma política islandesa. Ela foi eleita pela primeira vez para o Parlamento da Islândia pelo Partido Progressista nas eleições parlamentares de 2021 no círculo eleitoral do Nordeste .  Ela foi reeleita nas eleições parlamentares de 2024. 
Ingibjörg se formou com uma prova de matrícula na Fjölbrautaskólinn í Breiðholti em 1997 e recebeu um bacharelado em ciências do esporte pela Iceland College of Education em 2003.
Ingibjörg trabalhou como professora em Rimaskóli de 2003 a 2004, em Giljaskóli de 2004 a 2005 e em Brekkuskóli de 2005 a 2012. Ela serviu no conselho municipal de Eyjafjarðarsveitar de 2012 a 2014 e no conselho municipal de Akureyri de 2014 a 2021. Durante esse período, ela foi presidente do Conselho Esportivo de Akureyri de 2014 a 2017. Ela também atuou no conselho da Norðurorka de 2014 a 2021 e foi sua presidente nos últimos dois anos. De 2018 a 2021, ela foi diretora administrativa do Hospital de Akureyri. 
Ingibjörg concorreu nas eleições primárias do Partido Progressista no Distrito Nordeste para as eleições parlamentares islandesas de 2021 e saiu vitoriosa na luta pela cadeira de liderança do partido contra o atual deputado Líneik Önnu Sævarsdóttur .